# Звёзды и солдаты
«Звёзды и солдаты» (венг. Csillagosok, katonák) — совместный советско-венгерский кинофильм Миклоша Янчо. Участвовал в программе Каннского фестиваля 1968 года , но фестиваль был отменён в связи с майскими событиями во Франции. В 1969 году картина удостоилась приза Леона Муссинака от Французского синдиката кинокритиков как лучший иностранный фильм. В советском прокате по итогам сезона 1968 года картину посмотрело 2,6 миллионов зрителей при тираже 112 фильмокопий.
Другое название фильма — «Красное и белое».
Фильм показывает будни войны глазами венгерских красногвардейцев, участвовавших в гражданской войне в России.

## Сюжет
1919 год, Гражданская война в России. Разбит один из венгерских отрядов. Бойцу Ласло удаётся скрыться в монастыре, где расположились венгры. Внезапно ворвавшийся отряд белых зверски расстреливает борцов за революцию. Бежать за пределы города удаётся только татарину Чингизу, русскому матросу и венграм Ласло и Андрашу. Они скрываются среди раненых в белогвардейском госпитале, но прибывший капитан белогвардейской контрразведки Челпанов приказывает расстрелять беглецов. Внезапный выстрел сражает Челпанова — это подоспел отряд красных. В схватке с белогвардейцами гибнет Чингиз. Венгры и русские с пением «Рабочей Марсельезы» атакуют вражеские цепи.

## В ролях
- Йожеф Мадараш — Иштван, венгерский командир
- Тибор Мольнар — Андраш
- Андраш Козак — Ласло
- Юхас Яцинт — Янош
- Анатолий Яббаров — штабс-капитан Челпанов
- Сергей Никоненко — подхорунжий
- Болот Бейшеналиев — Чингиз
- Татьяна Конюхова — Елизавета
- Кристина Миколаевска — Ольга
- Виктор Авдюшко — матрос
- Вера Алентова — медсестра
- Мира Ардова — медсестра
- Валентина Березуцкая — медсестра
- Евгений Карельских — поручик
- Михаил Козаков — Нестор
- Елена Козелькова — медсестра
- Золтан Латинович
- Николай Парфёнов — подполковник Белой армии
- Николай Сергеев — монах
- Юлия Цоглин — медсестра
- Нина Шорина — медсестра
- Глеб Стриженов — полковник
- Никита Михалков — прапорщик Глазунов
- Савелий Крамаров — Савва, белоказак
- Роман Хомятов
- Владимир Прокофьев — подпоручик Белой армии
- Владимир Глазков — полковник Кедров